# Provincia di Choiseul
La provincia di Choiseul è una delle nove province delle Isole Salomone, è situata nella parte occidentale dello stato tra l'isola di Bougainville (appartenente a Papua Nuova Guinea) e l'isola di Santa Isabel.
Fanno parte della provincia le seguenti isole:
- Choiseul (chiamata anche Lauru) (3294 km²), centro principale: Malevangga (chiamata anche: Malabague, Malivaga, Maleva, Malevaga, Malivanga, Malivugu)
- Vaghena (chiamata anche Wagina) (243 km²), centro principale: Vaghena
- Rob Roy (200 km²), centro principale: Rob Roy
- Taro (100 km²) su cui si trova il centro abitato di Taro, sede dell'amministrazione della provincia.
- altre isole minori.

La popolazione complessiva è di 20 008 abitanti (dato del 1999).